# Thrasya trinitensis
Thrasya trinitensis är en gräsart som beskrevs av Carl Christian Mez. Thrasya trinitensis ingår i släktet Thrasya och familjen gräs. Inga underarter finns listade i Catalogue of Life.